# Черна (Верона)
Черна је насеље у Италији у округу Верона, региону Венето.
Према процени из 2011. у насељу је живело 176 становника. Насеље се налази на надморској висини од 733 м.